# Lacroix-Falgarde
Pour les articles homonymes, voir Lacroix.
Lacroix-Falgarde est une commune française située dans le nord du département de la Haute-Garonne, en région Occitanie. Elle fait partie de la communauté d'agglomération du Sicoval.
Sur le plan historique et culturel, la commune est dans le Pays toulousain, qui s’étend autour de Toulouse le long de la vallée de la Garonne, bordé à l’ouest par les coteaux du Savès, à l’est par ceux du Lauragais et au sud par ceux de la vallée de l’Ariège et du Volvestre. Exposée à un climat océanique altéré, elle est drainée par l'Ariège, le ruisseau de Cassignol, le ruisseau de Réganel et par divers autres petits cours d'eau. La commune possède un patrimoine naturel remarquable : deux sites Natura 2000 (la « vallée de la Garonne de Muret à Moissac » et « Garonne, Ariège, Hers, Salat, Pique et Neste »), trois espaces protégés (« la Garonne, l'Ariège, l'Hers Vif et le Salat », la réserve naturelle régionale Confluence Garonne-Ariège et « Les Roches ») et cinq zones naturelles d'intérêt écologique, faunistique et floristique.
Lacroix-Falgarde est une commune urbaine qui compte 2 047 habitants en 2022, après avoir connu une forte hausse de la population depuis 1975. Elle appartient à l'unité urbaine de Toulouse et fait partie de l'aire d'attraction de Toulouse. Ses habitants sont appelés les Cruci-Falgardiens ou  Cruci-Falgardiennes.
Le patrimoine architectural de la commune comprend un immeuble protégé au titre des monuments historiques : le château, classé en 1958.

## Géographie

### Localisation
La commune de Lacroix-Falgarde se trouve dans la communauté du Sicoval, dans le département de la Haute-Garonne, en région Occitanie.
Lacroix-Falgarde est le regroupement de deux hameaux : Falgarde bâti sur la vallée du ruisseau de Cassignol, et Lacroix situé sur les berges de l'Ariège.
Sur le plan historique et culturel, Lacroix-Falgarde fait partie du pays toulousain, une ceinture de plaines fertiles entrecoupées de bosquets d'arbres, aux molles collines semées de fermes en briques roses, inéluctablement grignotée par l'urbanisme des banlieues.
Elle se situe à 12 km à vol d'oiseau de Toulouse, préfecture du département, et à 7 km de Castanet-Tolosan, bureau centralisateur du canton de Castanet-Tolosan dont dépend la commune depuis 2015 pour les élections départementales.
La commune fait en outre partie du bassin de vie de Toulouse.
Les communes les plus proches sont : 
Pinsaguel (1,9 km), Portet-sur-Garonne (2,6 km), Goyrans (2,7 km), Roques (3,0 km), Pins-Justaret (3,0 km), Roquettes (3,5 km), Aureville (4,0 km), Villate (4,0 km).
Lacroix-Falgarde est limitrophe de six autres communes.
|               | Portet-sur-Garonne |                |
| Pinsaguel     | Lacroix-Falgarde   | Vigoulet-Auzil |
| Pins-Justaret | Goyrans            | Aureville      |

### Géologie et relief
La superficie de la commune est de 609 hectares ; son altitude varie de 146  à   254 mètres.

### Hydrographie

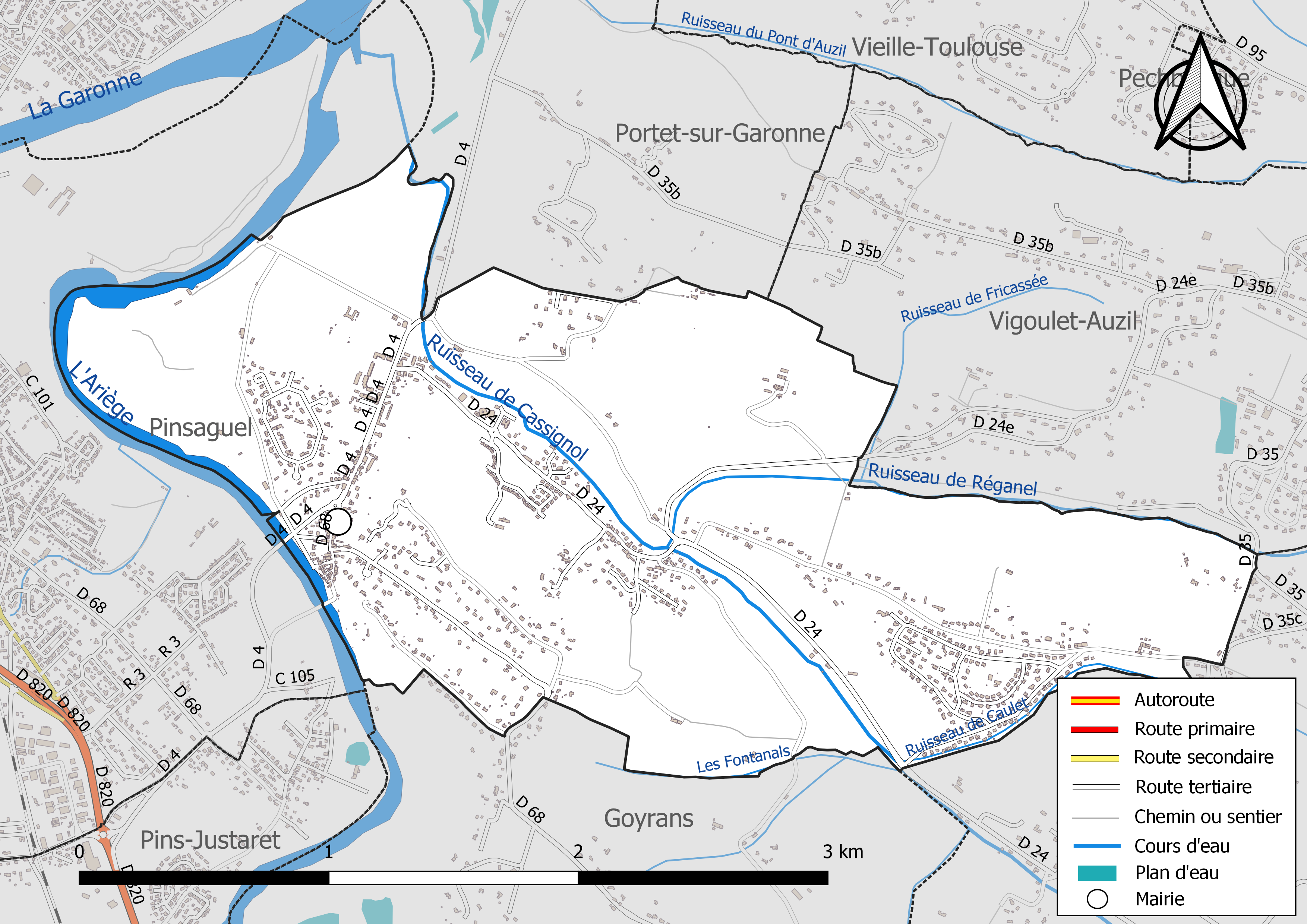
Réseaux hydrographique et routier de Lacroix-Falgarde.

La commune est dans le bassin de la Garonne, au sein du bassin hydrographique Adour-Garonne. Elle est drainée par l'Ariège, le ruisseau de Cassignol, le ruisseau de Réganel, Les Fontanals, le ruisseau de Caulet et par un petit cours d'eau, constituant un réseau hydrographique de 8 km de longueur totale,.

### Climat
Pour des articles plus généraux, voir Climat de l'Occitanie et Climat de la Haute-Garonne.
En 2010, le climat de la commune est de type climat du Bassin du Sud-Ouest, selon une étude s'appuyant sur une série de données couvrant la période 1971-2000. En 2020, Météo-France publie une typologie des climats de la France métropolitaine dans laquelle la commune est exposée à un climat océanique altéré et est dans la région climatique Aquitaine, Gascogne, caractérisée par une pluviométrie abondante au printemps, modérée en automne, un faible ensoleillement au printemps, un été chaud (19,5 °C), des vents faibles, des brouillards fréquents en automne et en hiver et des orages fréquents en été (15 à 20 jours).
Pour la période 1971-2000, la température annuelle moyenne est de 12,9 °C, avec une amplitude thermique annuelle de 15,4 °C. Le cumul annuel moyen de précipitations est de 749 mm, avec 9,3 jours de précipitations en janvier et 6 jours en juillet. Pour la période 1991-2020, la température moyenne annuelle observée sur la station météorologique la plus proche, située sur la commune de Cugnaux à 7 km à vol d'oiseau, est de 14,3 °C et le cumul annuel moyen de précipitations est de 635,7 mm,. Pour l'avenir, les paramètres climatiques de la commune estimés pour 2050 selon différents scénarios d'émission de gaz à effet de serre sont consultables sur un site dédié publié par Météo-France en novembre 2022.

### Milieux naturels et biodiversité

#### Espaces protégés
La protection réglementaire est le mode d’intervention le plus fort pour préserver des espaces naturels remarquables et leur biodiversité associée,.
Trois espaces protégés sont présents sur la commune : 
- « la Garonne, l'Ariège, l'Hers Vif et le Salat », objet d'un arrêté de protection de biotope, d'une superficie de 1 658,7 ha[17] ;
- la réserve naturelle régionale Confluence Garonne-Ariège, classée en 2015, d'une superficie de 587 ha, qui constitue un lieu patrimonial d’exception en termes écologique et biologique, d’intérêt régional, voire national dans un contexte périurbain prononcé. Parmi les espèces floristiques remarquables, on trouve entre autres, l’utriculaire élevée et le jonc fleuri (espèces affiliées aux zones humides), le silène de France et le grand muflier (inféodées aux milieux prairiaux secs et pauvres), le peigne de Vénus et la nigelle de France (pour les espaces agricoles limitrophes)[18],[19] ;
- « Les Roches », un terrain acquis (ou assimilé) par un conservatoire d'espaces naturels, d'une superficie de 0,3 ha[20].

#### Réseau Natura 2000

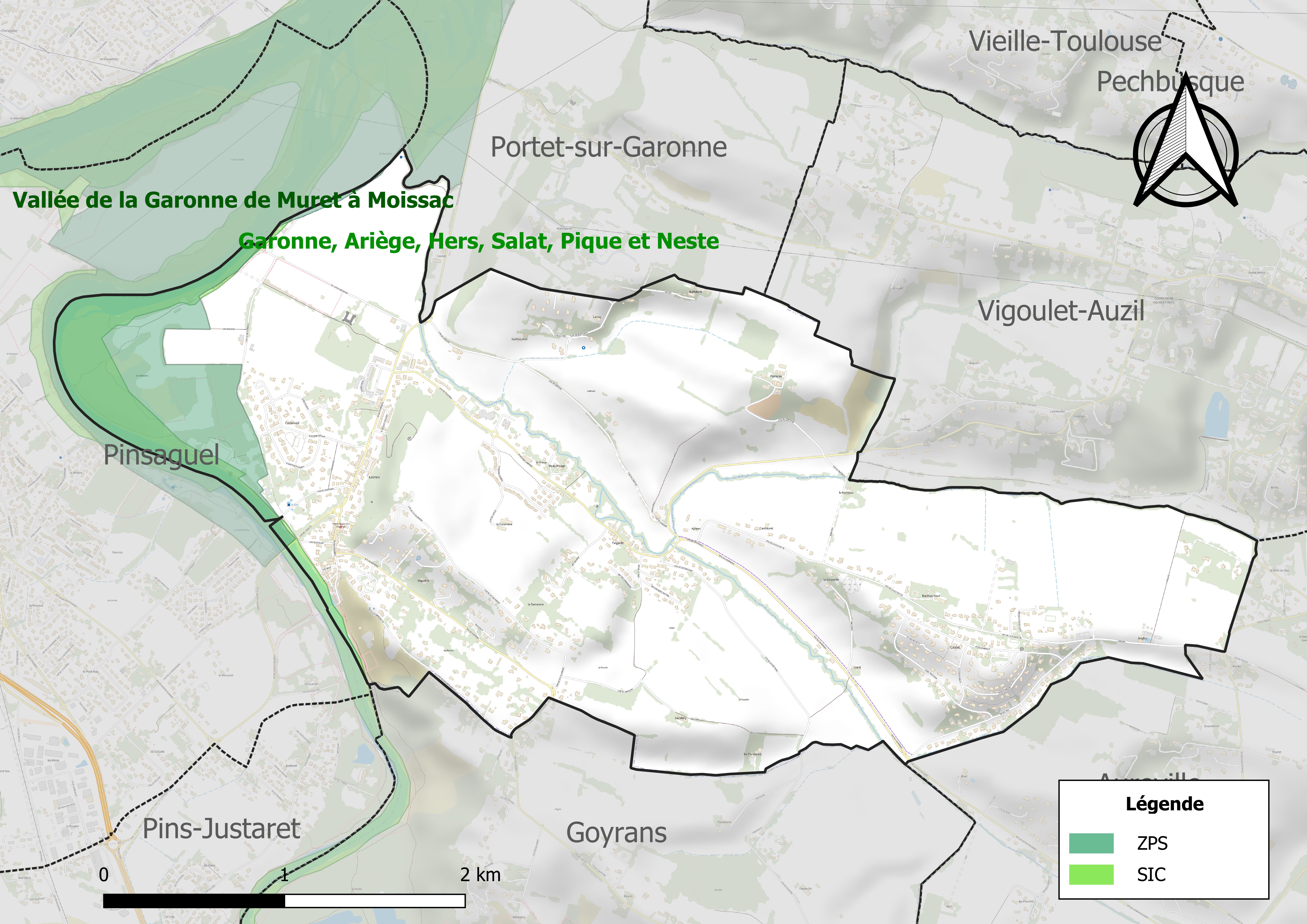
Site Natura 2000 sur le territoire communal.

Le réseau Natura 2000 est un réseau écologique européen de sites naturels d'intérêt écologique élaboré à partir des directives habitats et oiseaux, constitué de zones spéciales de conservation (ZSC) et de zones de protection spéciale (ZPS).
Un site Natura 2000 a été défini sur la commune au titre de la directive habitats.
- « Garonne, Ariège, Hers, Salat, Pique et Neste », d'une superficie de 9 581 ha, un réseau hydrographique pour les poissons migrateurs (zones de frayères actives et potentielles importantes pour le Saumon en particulier qui fait l'objet d'alevinages réguliers et dont des adultes atteignent déjà Foix sur l'Ariège[23]

et un au titre de la directive oiseaux : 
- la « vallée de la Garonne de Muret à Moissac », d'une superficie de 4 493 ha, hébergeant une avifaune bien représentée en diversité, mais en effectifs limités (en particulier, baisse des populations de plusieurs espèces de hérons). Sept espèces de hérons y nichent, dont le héron pourpré, ainsi que le Milan noir (avec des effectifs importants), l'Aigle botté, le Petit gravelot, la Mouette mélanocéphale, la Sterne pierregarin et le Martin-pêcheur[24].

#### Zones naturelles d'intérêt écologique, faunistique et floristique

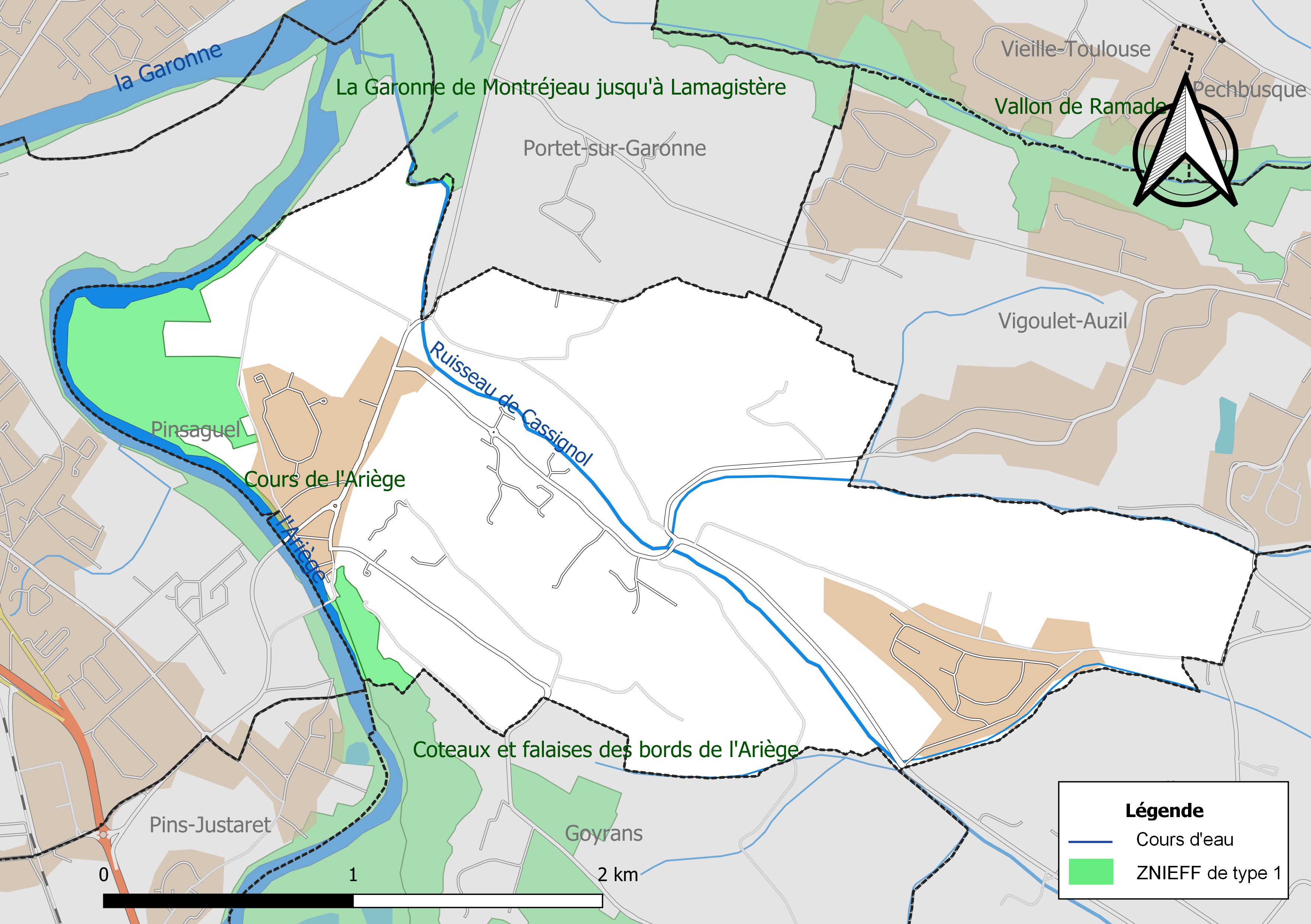
Carte des ZNIEFF de type 1 localisées sur la commune.

L’inventaire des zones naturelles d'intérêt écologique, faunistique et floristique (ZNIEFF) a pour objectif de réaliser une couverture des zones les plus intéressantes sur le plan écologique, essentiellement dans la perspective d’améliorer la connaissance du patrimoine naturel national et de fournir aux différents décideurs un outil d’aide à la prise en compte de l’environnement dans l’aménagement du territoire.
Trois ZNIEFF de type 1 sont recensées sur la commune :
- les « coteaux et falaises des bords de l'Ariège » (126 ha), couvrant 3 communes du département[26] ;
- le « cours de l'Ariège » (1 341 ha), couvrant 56 communes dont 43 dans l'Ariège et 13 dans la Haute-Garonne[27],
- « la Garonne de Montréjeau jusqu'à Lamagistère » (5 075 ha), couvrant 92 communes dont 63 dans la Haute-Garonne, trois dans le Lot-et-Garonne et 26 dans le Tarn-et-Garonne[28] ;

et deux ZNIEFF de type 2, : 
- « la Garonne et milieux riverains, en aval de Montréjeau » (6 874 ha), couvrant 93 communes dont 64 dans la Haute-Garonne, trois dans le Lot-et-Garonne et 26 dans le Tarn-et-Garonne[29] ;
- « l'Ariège et ripisylves » (1 975 ha), couvrant 56 communes dont 43 dans l'Ariège et 13 dans la Haute-Garonne[30].

## Urbanisme

### Typologie
Au 1er janvier 2024, Lacroix-Falgarde est catégorisée ceinture urbaine, selon la nouvelle grille communale de densité à sept niveaux définie par l'Insee en 2022.
Elle appartient à l'unité urbaine de Toulouse, une agglomération inter-départementale regroupant 81  communes, dont elle est une commune de la banlieue,,. Par ailleurs la commune fait partie de l'aire d'attraction de Toulouse, dont elle est une commune de la couronne,. Cette aire, qui regroupe 527 communes, est catégorisée dans les aires de 700 000 habitants ou plus (hors Paris),.

### Occupation des sols

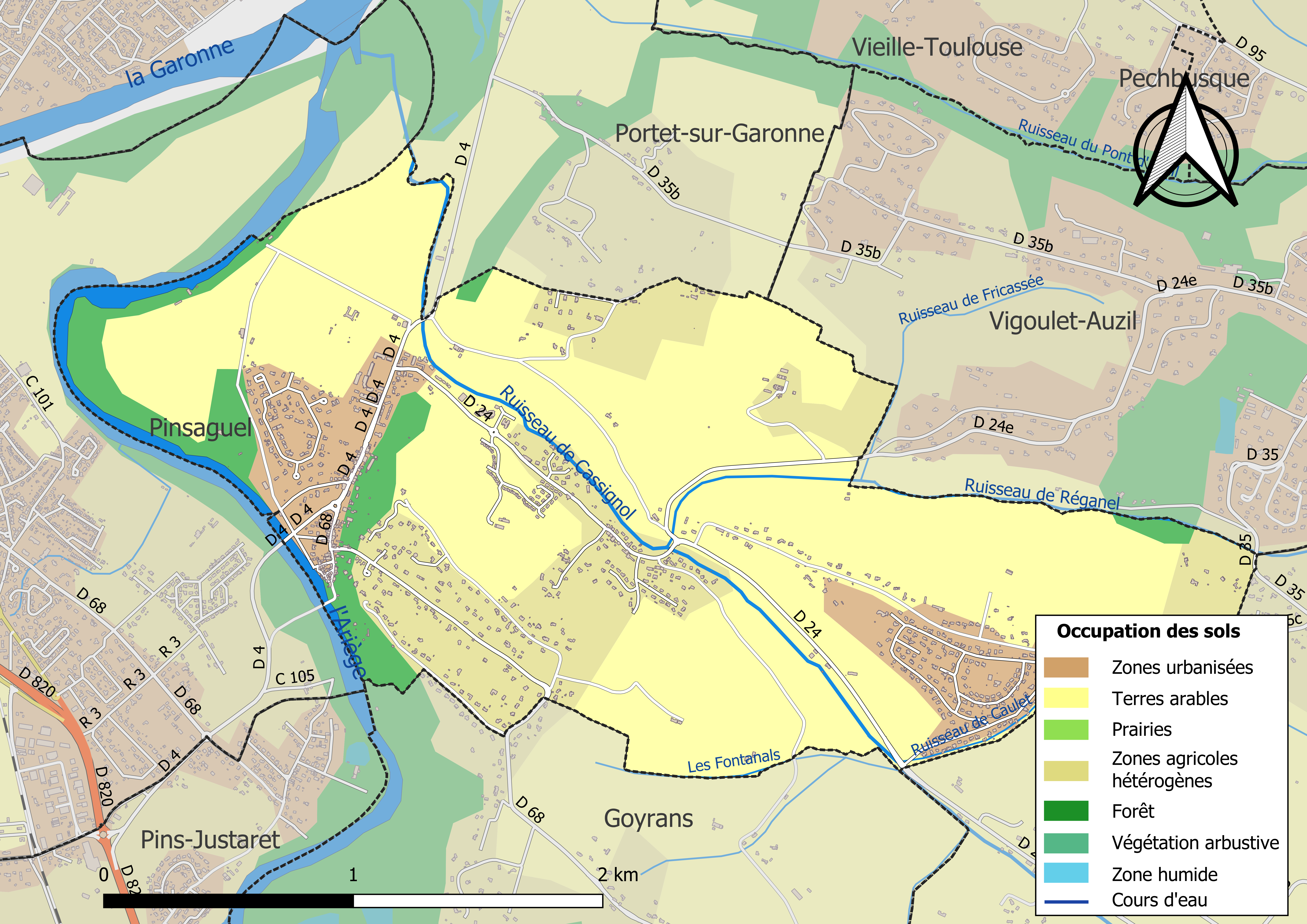
Carte des infrastructures et de l'occupation des sols de la commune en 2018 (CLC).

L'occupation des sols de la commune, telle qu'elle ressort de la base de données européenne d’occupation biophysique des sols Corine Land Cover (CLC), est marquée par l'importance des territoires agricoles (69,2 % en 2018), en diminution par rapport à 1990 (81,4 %). La répartition détaillée en 2018 est la suivante : 
terres arables (62,5 %), zones urbanisées (22,6 %), forêts (8,2 %), zones agricoles hétérogènes (6,8 %). L'évolution de l’occupation des sols de la commune et de ses infrastructures peut être observée sur les différentes représentations cartographiques du territoire : la carte de Cassini (XVIIIe siècle), la carte d'état-major (1820-1866) et les cartes ou photos aériennes de l'IGN pour la période actuelle (1950 à aujourd'hui).

### Voies de communication et transports
Le TAD 119 du réseau Tisséo relie le centre de la commune à la station Ramonville du métro de Toulouse.
Pont en fer
Comme les communications sont rompues faute de pont lorsque les eaux atteignent deux mètres au-dessus de l'étiage du port, le conseil municipal envisage en 1858 le projet d'un ouvrage sur l'Ariège. La construction ne sera décidée qu'en 1900, le pont sera à une voie et à deux traversées solidaires et d'une longueur de 473 mètres. Ce pont sera inauguré le 29 avril 1903.

### Risques majeurs
Le territoire de la commune de Lacroix-Falgarde est vulnérable à différents aléas naturels : météorologiques (tempête, orage, neige, grand froid, canicule ou sécheresse), inondations, mouvements de terrains et séisme (sismicité très faible). Il est également exposé à un risque technologique, la rupture d'un barrage. Un site publié par le BRGM permet d'évaluer simplement et rapidement les risques d'un bien localisé soit par son adresse soit par le numéro de sa parcelle.

#### Risques naturels
La commune fait partie du territoire à risques importants d'inondation (TRI) de Toulouse, regroupant 15 communes concernées par un risque de débordement de la Garonne, un des 18 TRI qui ont été arrêtés fin 2012 sur le bassin Adour-Garonne. Les événements significatifs passés sont la crue généralisée sur le bassin de la Garonne des 23 et 24 juin 1875 (7 500 m3/s à Toulouse), qui a fait 208 morts et détruit 1 219 maisons, et la crue des 1er au 5 février 1952 (3 300 m3/s) à Toulouse, qui a fait 7 victimes. Des cartes des surfaces inondables ont été établies pour trois scénarios : fréquent (crue de temps de retour de 10 ans à 30 ans), moyen (temps de retour de 100 ans à 300 ans) et extrême (temps de retour de l'ordre de 1 000 ans, qui met en défaut tout système de protection). La commune a été reconnue en état de catastrophe naturelle au titre des dommages causés par les inondations et coulées de boue survenues en 1982, 1983, 1990, 1999, 2000, 2009 et 2022,.

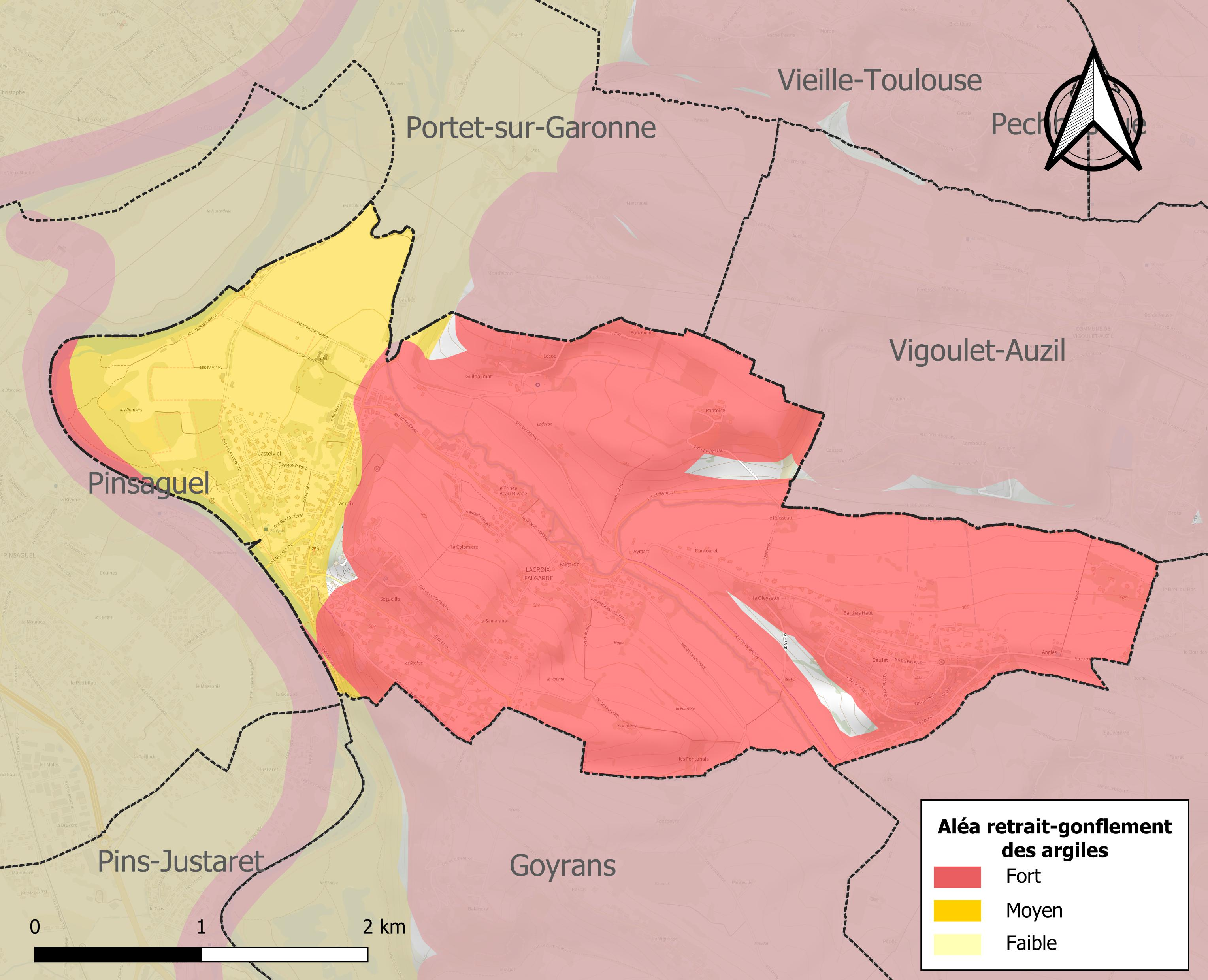
Carte des zones d'aléa retrait-gonflement des sols argileux de Lacroix-Falgarde.

La commune est vulnérable au risque de mouvements de terrains constitué principalement du retrait-gonflement des sols argileux. Cet aléa est susceptible d'engendrer des dommages importants aux bâtiments en cas d’alternance de périodes de sécheresse et de pluie. 97,8 % de la superficie communale est en aléa moyen ou fort (88,8 % au niveau départemental et 48,5 % au niveau national). Sur les 761 bâtiments dénombrés sur la commune en 2019, 754 sont en aléa moyen ou fort, soit 99 %, à comparer aux 98 % au niveau départemental et 54 % au niveau national. Une cartographie de l'exposition du territoire national au retrait gonflement des sols argileux est disponible sur le site du BRGM,.
Par ailleurs, afin de mieux appréhender le risque d’affaissement de terrain, l'inventaire national des cavités souterraines permet de localiser celles situées sur la commune.
Concernant les mouvements de terrains, la commune a été reconnue en état de catastrophe naturelle au titre des dommages causés par la sécheresse en 1989, 1992, 1998, 2002, 2003, 2005, 2007 et 2016, par des mouvements de terrain en 1983 et 1999 et par des glissements de terrain en 1994.

#### Risques technologiques
La commune est en outre située en aval des barrages de Montbel (Ariège), de Cap de Long (Hautes-Pyrénées), de Gnioure, de Naguilhes, de Laparan (Ariège) et de. À ce titre elle est susceptible d’être touchée par l’onde de submersion consécutive à la rupture d'un de ces ouvrages.

## Toponymie
Le toponyme de Falgarde viendrait pour certains du hêtre, fau, fag en occitan, il peut aussi venir de la fougère, soit un lieu planté de fougères, falguièra, faugièra en occitan. Lacroix vient d'une ancienne coutume qui consistait jadis à planter des croix à la croisée des chemins.

## Histoire
La commune est composée de deux hameaux, Falgarde le plus ancien et Lacroix. L'acte le plus ancien connu est un acte d'arpentage daté du 3 janvier 1254 (archives départementales E90). Le 28 octobre 1355, le Prince Noir dort à Falgarde lors de sa terrible chevauchée depuis l'Aquitaine anglaise jusque dans l'Aude.
Lacroix-Falgarde possédait trois églises, Sainte-Christine construite sur un coteau, près d'une source qui lui a donné son nom, Notre-Dame-de-la-Piété située sur la place qui porte aujourd'hui le nom de place de la vieille église et Notre-Dame-du-Ciel qui fut bâtie après les guerres de Religion. En 1830 le conseil municipal décida que Notre-Dame-du-Ciel soit démolie et transformée en chapelle funéraire pour dire l'absoute aux morts que l'on porte au cimetière, cette chapelle (près du cimetière) porte aujourd'hui le nom de gleyzette. Sainte-Christine sera, elle, abandonnée au début du XIXe siècle. Quant à Notre-Dame-de-la-Piété, elle sera démolie après la donation de l'église actuelle par l'abbé Olivier à la commune. L'église actuelle a été bâtie par l'abbé Olivier sur un terrain offert par Bruno-Victor de Lacroix en 1875.

### Seigneursde Lacroix-Falgarde

#### Les Delpuech
François Delpuech : il épouse en premières noces Catherine de Custos, veuf, il épouse en secondes noces Jacquette de Roguier.
Pierre : il hérite de la seigneurie en 1596, cette même année il épouse Jeanne de Lézat. Il rédige son testament le 26 août 1615 et demande à être enseveli à Sainte-Christine.
François : épouse Éléonore de la Roque, il décède en 1660.
Étienne : sans descendance et ruiné, il laisse la seigneurie à sa sœur Catherine qui la vend aux Tournemire.

#### Les Tournemire
François : achète la seigneurie vers 1680, il aura comme héritière une fille qui épouse en 1689 Jean Baptiste Martin.

#### Les Martin Lacroix
Jean Baptiste : ancien capitoul, il succède à François Tournemire vers 1750.
Jean Bruno : il ajoute à son nom celui de Lacroix. C'est lui qui remplira pour les villageois le cahier de doléance. Malgré ses idées démocratiques, il est arrêté durant l'été 1793, motif de l'arrestation aristocrate enragé. Son épouse, Anne-Jeanne Robert de Lavalette est, elle aussi, arrêtée et détenue à Saint Sernin d'où elle s'évadera le 15 messidor de l'an III. Les Cruci-Falgardiens rédigent une pétition afin d'obtenir la libération de leur seigneur. Grâce à cette démarche particulière, Jean Bruno Martin Lacroix est libéré.
Marie Xavier Léopold : né en 1779, il sera maire de la commune de 1815 à 1830, il décède le 14 octobre 1866 dans son château de Lacroix.
Bruno Victor Léopold : né en 1809, il épouse Élisabeth d'Hémeric dont il aura cinq filles.
Vers la fin du XIXe siècle le château est vendu à Antoine Labit.

### Le bac
Faute de pont pour passer l'Ariège ou la Garonne, l'utilisation de bac était indispensable. Assujetti à un droit de fermage, la première demande d'établissement d'un bac en amont de la chaussée du moulin émanant du chapitre de Saint-Étienne remonte à 1394.
Ce mode de franchissement très aléatoire, dépendait de la volonté du passeur et de l'étiage de la rivière.
En 1851, un membre du conseil municipal se plaint du passeur du bac de Portet : « Dans l'intérêt général des habitants, il convient de se plaindre à qui de droit du mauvais service que fait depuis longtemps le fermier du port de Portet. Il a été observé à ce sujet que le fermier du dit port est presque octogénaire et que sa qualité d'ancien maçon le rend entièrement étranger à la navigation. Il est tellement incapable de remplir sa fonction que le maire de Portet lui a défendu de passer le bac. Mais cet homme à moitié fou a tenu peu compte d'une semblable interdiction, plusieurs fois il a mis en danger la vie des personnes qu'il passait. Il a fallu aussi courir à son secours pour l'empêcher de s'engloutir avec son bateau. En outre, il est grossier, coléreux et impertinent, insultant ceux qui passent, exigeant tantôt des prix ridicules, tantôt s'amusant à faire attendre les gens plus ou moins longtemps sur le rivage, tantôt refusant de les passer. Aussi la plupart des propriétaires ayant des voitures ou des charrettes ont-ils dû renoncer au passage du port de Portet et remonter à celui de Lacroix malgré la longueur et le mauvais état de la route, ce qui est préjudiciable à leurs intérêts. » (délibération du conseil municipal de mai 1851).

### L'électrification
C'est le 16 octobre 1927 qu'est envisagée la création d'un réseau électrique. Le 17 février 1929, le choix du constructeur est arrêté. Considérant que la Société d'électrification générale est la maison qui propose les prix les plus avantageux, le conseil municipal décide de confier l'exécution des travaux à cette société. Le 11 février 1923 le prix fixé pour l'installation de l'électricité est de 60 à 75 F pour les installations de deux à trois lampes. Le 22 janvier 1930, la taxe municipale pour la distribution de l'énergie est fixée à 0,25 F par kWh pour l'éclairage et à 0,10 F par kWh pour les autres usages.

### Été 1944

#### Georges Bondant
Le matin du 13 juin 1944, alors qu'il circule à vélo sur la commune, il est arrêté par les Allemands. Il est d'abord emmené devant la grande maison de Capus où logent les Allemands puis ramené devant le no 23 de l'avenue des Pyrénées (face à la mairie) où il passera le reste de la journée, gardé par une sentinelle. Amené le soir au bord de l'Ariège, il y est froidement abattu de trois balles de révolver. Il venait tout juste d'avoir 18 ans.

#### Julien Loupiac
Aspirant des Forces françaises de l'intérieur, Julien Loupiac faisait partie d'un réseau de résistance. Le 20 août, il est sur les rives de l'Ariège où se trouve aussi un pêcheur accompagné de son fils. Une colonne allemande arrive sur le pont en fer, les armes crépitent, les balles tracent sur l'eau, le pêcheur et son fils s'enfuient et regagnent, à travers champs, leur domicile. Julien Loupiac lui sera atteint et son corps sera retrouvé au bord de l'eau par un habitant du village.

#### François Thomas
Aidant la Résistance, le 20 août, il monte la garde armé d'un fusil de chasse sur le petit pont du ruisseau de Lavelanet, le drapeau français y a même été hissé. Une colonne allemande accompagnée de chars en repli arrive de Pinsaguel. Une avant-garde constituée de deux Allemands en side-car se présente face à lui. François Thomas essaye de les intercepter, le combat est inégal, il est abattu et tombe pour la France.
En leur mémoire une stèle est érigée chemin de Castelvieil, et trois rues de la commune portent leurs noms.

## Politique et administration

### Administration municipale
Le nombre d'habitants au recensement de 2017 étant compris entre 1 500 habitants et 2 499 habitants, le nombre de membres du conseil municipal pour l'élection de 2020 est de dix-neuf,.

### Rattachements administratifs et électoraux
Commune faisant partie de la dixième circonscription de la Haute-Garonne, du Sicoval et du canton de Castanet-Tolosan.

### Liste des maires
La mairie actuelle a été construite sur un terrain appartenant à un nommé M. Lafforgue. La construction débute en novembre 1881 et durera deux ans. L'aile gauche du bâtiment servira de mairie, la droite de salle de classe, le haut étant réservé au logement de l'instituteur.

### Politique environnementale
La collecte et le traitement des déchets des ménages et des déchets assimilés ainsi que la protection et la mise en valeur de l'environnement se font dans le cadre du Sicoval.

## Population et société

### Démographie
| 1793 | 1800 | 1806 | 1821 | 1831 | 1836 | 1841 | 1846 | 1851 |
| ---- | ---- | ---- | ---- | ---- | ---- | ---- | ---- | ---- |
| 341  | 376  | 421  | 386  | 442  | 445  | 404  | 421  | 422  |

| 1856 | 1861 | 1866 | 1872 | 1876 | 1881 | 1886 | 1891 | 1896 |
| ---- | ---- | ---- | ---- | ---- | ---- | ---- | ---- | ---- |
| 400  | 395  | 390  | 348  | 342  | 360  | 370  | 355  | 326  |

| 1901 | 1906 | 1911 | 1921 | 1926 | 1931 | 1936 | 1946 | 1954 |
| ---- | ---- | ---- | ---- | ---- | ---- | ---- | ---- | ---- |
| 294  | 295  | 270  | 269  | 248  | 245  | 251  | 282  | 306  |

| 1962 | 1968 | 1975 | 1982  | 1990  | 1999  | 2006  | 2007  | 2012  |
| ---- | ---- | ---- | ----- | ----- | ----- | ----- | ----- | ----- |
| 370  | 415  | 625  | 1 148 | 1 478 | 1 485 | 1 873 | 1 928 | 2 055 |

| 2017  | 2022  | - | - | - | - | - | - | - |
| ----- | ----- | - | - | - | - | - | - | - |
| 2 068 | 2 047 | - | - | - | - | - | - | - |

| selon la population municipale des années : | 1968 | 1975 | 1982 | 1990 | 1999 | 2006 | 2009 | 2013 |
| Rang de la commune dans le département      | 146  | 155  | 95   | 91   | 100  | 100  | 102  | 102  |
| Nombre de communes du département           | 592  | 582  | 586  | 588  | 588  | 588  | 589  | 589  |

### Enseignement
Lacroix-Falgarde fait partie de l'académie de Toulouse.

### Manifestations culturelles et festivités
- Festival We are Nice People[55].

### Sports
- Tennis, randonnée pédestre, pétanque

## Économie

### Revenus
En 2018  (données Insee publiées en septembre 2021), la commune compte 860 ménages fiscaux, regroupant 2 118 personnes. La médiane du revenu disponible par unité de consommation est de 29 550 € (23 140 € dans le département). 75 % des ménages fiscaux sont imposés (55,3 % dans le département).

### Emploi
|                | 2008  | 2013  | 2018  |
| -------------- | ----- | ----- | ----- |
| Commune        | 4,8 % | 5,7 % | 6,8 % |
| Département    | 7,7 % | 9,6 % | 9,3 % |
| France entière | 8,3 % | 10 %  | 10 %  |

En 2018, la population âgée de 15 à 64 ans s'élève à 1 231 personnes, parmi lesquelles on compte 78,1 % d'actifs (71,3 % ayant un emploi et 6,8 % de chômeurs) et 21,9 % d'inactifs,. Depuis 2008, le taux de chômage communal (au sens du recensement) des 15-64 ans est inférieur à celui de la France et du département.
La commune fait partie de la couronne de l'aire d'attraction de Toulouse, du fait qu'au moins 15 % des actifs travaillent dans le pôle,. Elle compte 273 emplois en 2018, contre 300 en 2013 et 238 en 2008. Le nombre d'actifs ayant un emploi résidant dans la commune est de 892, soit un indicateur de concentration d'emploi de 30,6 % et un taux d'activité parmi les 15 ans ou plus de 57,9 %.
Sur ces 892 actifs de 15 ans ou plus ayant un emploi, 119 travaillent dans la commune, soit 13 % des habitants. Pour se rendre au travail, 88,2 % des habitants utilisent un véhicule personnel ou de fonction à quatre roues, 4,1 % les transports en commun, 5,5 % s'y rendent en deux-roues, à vélo ou à pied et 2,4 % n'ont pas besoin de transport (travail au domicile).

### Activités hors agriculture

#### Secteurs d'activités
183 établissements sont implantés  à Lacroix-Falgarde au 31 décembre 2019. Le tableau ci-dessous en détaille le nombre par secteur d'activité et compare les ratios avec ceux du département,.
| Secteur d'activité                                                                                        | Commune | Commune | Département |
| Secteur d'activité                                                                                        | Nombre  | %       | %           |
| --- | ------- | ------- | ----------- |
| Ensemble                                                                                                  | 183     | 100 %   | (100 %)     |
| Industrie manufacturière, industries extractives et autres                                                | 7       | 3,8 %   | (5,7 %)     |
| Construction                                                                                              | 17      | 9,3 %   | (12 %)      |
| Commerce de gros et de détail, transports, hébergement et restauration                                    | 37      | 20,2 %  | (25,9 %)    |
| Information et communication                                                                              | 13      | 7,1 %   | (4,1 %)     |
| Activités financières et d'assurance                                                                      | 8       | 4,4 %   | (3,8 %)     |
| Activités immobilières                                                                                    | 8       | 4,4 %   | (4,2 %)     |
| Activités spécialisées, scientifiques et techniques et activités de services administratifs et de soutien | 43      | 23,5 %  | (19,8 %)    |
| Administration publique, enseignement, santé humaine et action sociale                                    | 38      | 20,8 %  | (16,6 %)    |
| Autres activités de services                                                                              | 12      | 6,6 %   | (7,9 %)     |

Le secteur des activités spécialisées, scientifiques et techniques et des activités de services administratifs et de soutien est prépondérant sur la commune puisqu'il représente 23,5 % du nombre total d'établissements de la commune (43 sur les 183 entreprises implantées  à Lacroix-Falgarde), contre 19,8 % au niveau départemental.

#### Entreprises et commerces
Les cinq entreprises ayant leur siège social sur le territoire communal qui génèrent le plus de chiffre d'affaires en 2020 sont : 
- LF Convenance, supermarchés (5 047 k€) ;
- EURL Societe Financiere EB, autre mise à disposition de ressources humaines (466 k€) ;
- JL Immobilier, agences immobilières (406 k€) ;
- EURL Lacroix Falgarde Optique, commerces de détail d'optique (357 k€) ;
- Helidigital, vente à distance sur catalogue spécialisé (280 k€).

### Agriculture
|               | 1988 | 2000 | 2010 | 2020 |
| ------------- | ---- | ---- | ---- | ---- |
| Exploitations | 9    | 7    | 7    | 4    |
| SAU (ha)      | 318  | 166  | 148  | 68   |

La commune est dans le Lauragais, une petite région agricole occupant le nord-est du département de la Haute-Garonne, dont les coteaux portent des grandes cultures en sec avec une dominante blé dur et tournesol. En 2020, l'orientation technico-économique de l'agriculture  sur la commune est l'exploitation de grandes cultures (hors céréales et oléoprotéagineuses). Quatre exploitations agricoles ayant leur siège dans la commune sont dénombrées lors du recensement agricole de 2020 (neuf en 1988). La superficie agricole utilisée est de 68 ha,,.

## Culture locale et patrimoine

### Lieux et monuments

#### Château de Lacroix

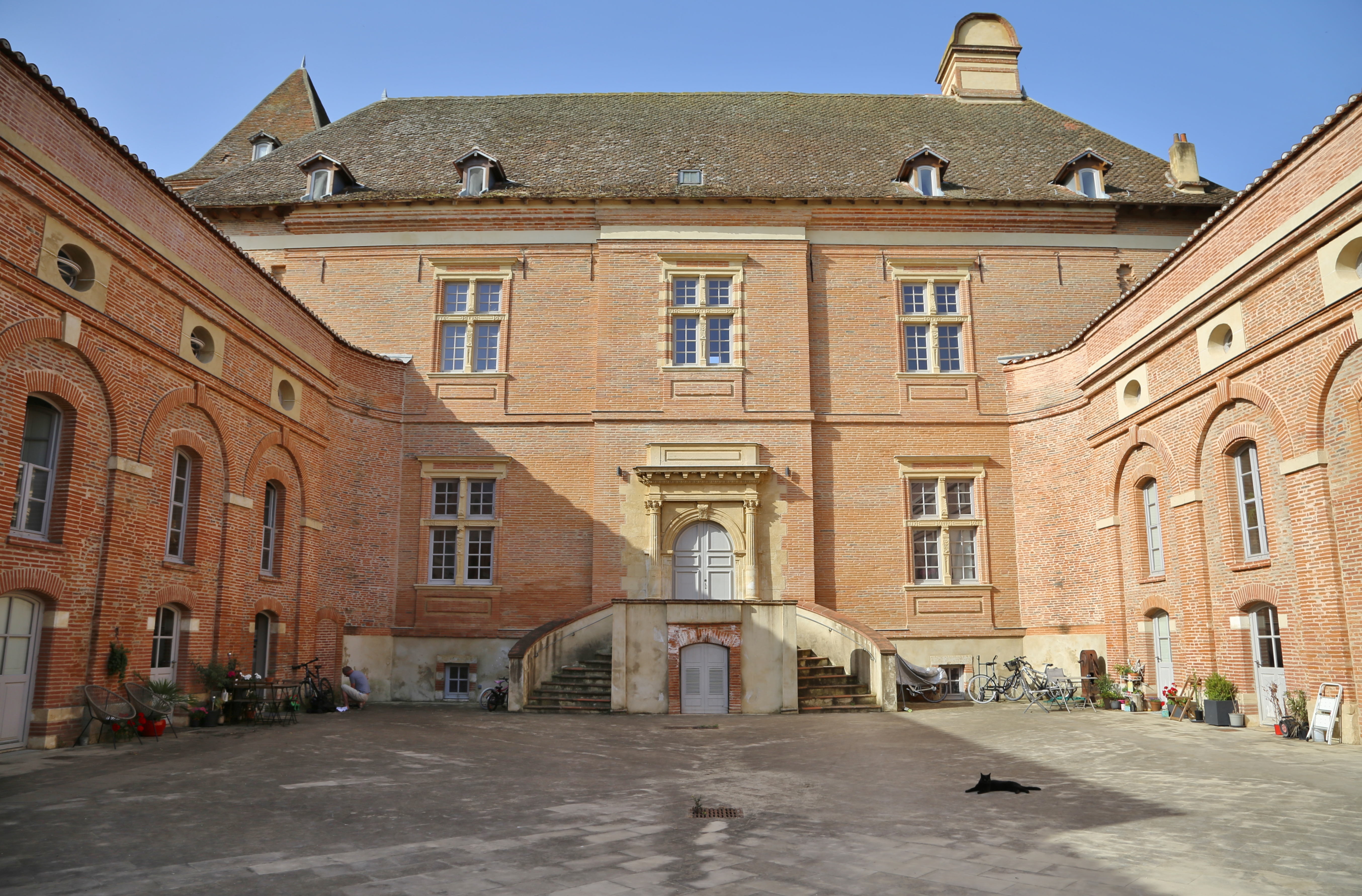
Cour du château avec porte de la Renaissance.

Le château de Lacroix (1574) est un témoin de l'époque du pastel. François Delpuech seigneur de la commune fait par acte du 26 janvier 1574 entreprendre la construction du château. Les travaux débuteront le 26 juillet 1574. La construction fut confiée à deux maîtres maçons, Raymon Huffernec et Raymond de Vaulx. En août 1580 l'édifice est habitable. Au premier étage dans la grande salle se trouve une magnifique cheminée à briques moulurées. De par sa facture elle serait l'œuvre de Dominique Bachelier. Il a été classé aux monuments historiques le 20 septembre 1958.

#### Ferme de Aymar
Située sur le chemin de Ladevant, cette ferme appartient en 1751 à l'un des quinze plus gros contribuables de la commune : Claude Aymar. Après son décès, ce bâtiment gardera son nom jusqu'à nos jours. Cette propriété a été judicieusement restaurée par son propriétaire actuel Paul Gisquet.

#### Plage de Lacroix
C'est un jour de Pentecôte, le 27 mai 1934 que la STCRT (Société de transport collectif de la région toulousaine) met en service un autobus pour conduire les Toulousains à la plage de Lacroix. Au service d'été la STCRT met un bus à disposition des voyageurs toutes les heures, terminus "place de la Vieille Église". Ainsi pendant une trentaine d'années les Toulousains vont se baigner dans l'Ariège. Le lundi de pentecôte de 1954, le vingtième anniversaire de la première mise en circulation de la ligne d'autobus est fêtée comme il se doit dans le village, chants et danses folkloriques font partie des animations. Mais ce qu'un grand nombre de nageurs ignoraient c'est qu'en fait la plage de Lacroix se trouvait sur les rives de Pinsaguel.[réf. nécessaire]

#### Divers
- La chapelle de la Gleysette - ou Gleyzette - (XIIe siècle). Aujourd'hui y sont organisées des expositions temporaires de peinture et sculpture.
- Le ramier au bord de l'Ariège.
- L'église Notre-Dame de Lacroix-Falgarde.
- Réserve naturelle régionale Confluence Garonne-Ariège

### Équipements culturels
- Foyer rural ;
- Médiathèque.

### Personnalités liées à la commune
- Antoine Labit, marié à Marie Claué il aura deux enfants Georges né le 12 février 1862 et Louis né en 1867. Veuf il se remarie avec sa belle-sœur Hélène Claué de cette union naîtra Marguerite. Antoine propriétaire à Toulouse du Bazard Labit ouvre en 1878 rue Alsace Lorraine le premier grand magasin de la ville La Maison universelle. Son fils Georges grand voyageur sera aussi un collectionneur averti. Georges fera construire, rue du Japon, par l'architecte Jules Calbairac un curieux bâtiment de style mauresque. Ce bâtiment est aujourd'hui le musée Georges Labit. Antoine léguera le château de Lacroix à sa petite nièce Caroline de Lafage épouse Touzeau.
- Laurent Ruffié (1921-2003), félibre et érudit local.
- L'abbé Olivier curé de la paroisse, homme de caractère et animé d'une grande énergie n'avait qu'une idée en tête bâtir sa propre église. Un magistrat, M. Bruno Léopold Martin Lacroix, descendant des seigneurs de Lacroix fera don à l'abbé Olivier d'un terrain. Le curé confie alors les travaux, pour un montant d'environ 40 000 F, à l'architecte Raynaud.

Le 22 avril 1876, alors que l'édifice est bien loin d'être terminé, le prêtre décide de faire don de la construction au conseil de fabrique. Le conseil municipal se réunit et rejette purement et simplement cette donation.
Malgré tout, le curé ouvre les portes de son église en janvier 1880. Celui-ci de son propre chef a déménagé les objets du culte. Le préfet indique alors au maire que le desservant de sa commune ne doit pas célébrer d'offices dans son église, mais l'abbé Olivier ne tient compte d'aucun rappel à l'ordre. Le 5 septembre 1881 le préfet prend la décision de fermer l'église neuve, des scellés sont posés sur les portes. Pour pouvoir obtenir la réouverture de son bâtiment le curé déclare que son l'immeuble ne sera plus consacré au culte et qu'il s'engage de l'utiliser à d'autres fins. Désormais son église servira uniquement de magasin de décharge pour y tenir du bois, des barriques et autres objets matériels.
Après plusieurs années de polémiques, Lacroix-Falgarde est la seule commune de la région à posséder une église servant d'entrepôt. Pour mettre un terme à cette situation le maire et le prêtre trouvent un compromis leur permettant de sortir de cette affaire la tête haute. L'abbé Olivier fait don à la commune de son église, reste au maire à accepter ce don en le justifiant. C'est ce qu'il fait lors de la séance du conseil municipal du 29 mars 1885 où il prend la parole : « Il est juste de reconnaître que l'église neuve est un monument complet dont l'architecture à bien la grandeur et le caractère qui convient à sa destination. Le principal avantage pour la commune c'est d'éviter la dépense importante résultant des réparations à l'église vieille pour assurer sa conservation. Enfin la démolition de cette dernière permettra de faire disparaitre l'étranglement dangereux pour la circulation qui existe à l'intersection de la route de Toulouse à Lacroix et du chemin de Goyrans. » (cette église dont il s'agit est bien entendu l'église actuelle).

### Héraldique
| Lacroix-Falgarde | Son blasonnement est : D'argent au sautoir de sable. |